# Colin Smith
Colin Smith (ur. 23 września 1983 w Harare) – brytyjski wioślarz, srebrny medalista w wioślarskiej ósemce podczas Letnich Igrzysk Olimpijskich w Pekinie.

## Osiągnięcia
- Mistrzostwa Świata – Gifu 2005 – jedynka – 12. miejsce[1].
- Mistrzostwa Świata – Eton 2006 – dwójka bez sternika – 6. miejsce[1].
- Mistrzostwa Świata – Monachium 2007 – dwójka bez sternika – 3. miejsce[1].
- Igrzyska Olimpijskie – Pekin 2008 – ósemka – 2. miejsce[1].